# Teleutaea rufa
Teleutaea rufa är en stekelart som beskrevs av Mao-Ling Sheng 2008. Teleutaea rufa ingår i släktet Teleutaea och familjen brokparasitsteklar. Inga underarter finns listade i Catalogue of Life.